# نیوتون هیث، منچستر
نیوتون هیث (به انگلیسی: Newton Heath) یک منطقه شهری در بریتانیا است که در منچستر واقع شده‌است.